# Jacopo Perfetti
Pour les articles homonymes, voir Perfetti.
 (juillet 2011).
Si vous disposez d'ouvrages ou d'articles de référence ou si vous connaissez des sites web de qualité traitant du thème abordé ici, merci de compléter l'article en donnant les références utiles à sa vérifiabilité et en les liant à la section « Notes et références ».
Jacopo Perfetti, de son nom latin Jacobus Praefectus, est un poète italien néolatin du XVIe siècle.
On trouve peu de renseignements sur l'auteur, qui ne figure dans aucune biographie usuelle. Il est originaire de Netum (aujourd’hui Noto en Sicile). On sait qu'il est philosophe et médecin en Sicile.

## Publications
- Un cantique spirituel en latin, paru à Naples en 1537.
- Un poème latin sur la chasteté, imprimé à Naples en 1540.
- De diversorum vini generum natura liber, Venetiis, ex officina Jordanie Zilleti, 1559. Ce livre s'ouvre sur un poème latin à la gloire de Bacchus, rédigé sous forme de dialogues entre Calistus, Cleobulus, Rota et le philosophe Menippus, qui rivalisent d'anecdotes et passent en revue toutes les vins qui se buvaient en Italie au XVIe siècle. Un index précis donne la liste de tous ces vins : de Falerne, de Lesbos, du Latium, de Formies, de Barolo, de Spolète, de Syracuse, de Bourgogne, de Salerne, etc., soit 90 crus différents.